# Communauté de communes du Pays d'Aigre
La  Communauté de communes du Pays d'Aigre est une ancienne communauté de communes française, située dans le département de la Charente et le pays du Ruffécois.

## Historique
Créée le 23 décembre 1993, elle disparait le 1er janvier 2017 à la suite de sa fusion avec les communautés de commune de la Boixe » (14 communes) et du Pays Manslois » (27 communes) pour former la nouvelle Communauté de communes Cœur de Charente.

## Administration

### Liste des présidents
| Période | Période       | Identité        | Étiquette | Qualité |
| ------- | ------------- | --------------- | --------- | ------- |
| ?       | 2008          | Jacques Tournat |           |         |
| 2008    | 2014          | Franck Bonnet   |           |         |
| 2014    | décembre 2016 | Brigitte Fouré  |           |         |

### Régime fiscal et budget
- Régime fiscal (au 01/01/2006) : fiscalité additionnelle.

## Composition
Elle regroupait quinze communes le 1er janvier 2016 :
| Nom                 | Code Insee | Gentilé         | Superficie (km2) | Population (dernière pop. légale) | Densité (hab./km2) |
| ------------------- | ---------- | --------------- | ---------------- | --------------------------------- | ------------------ |
| Aigre (siège)       | 16005      | Aigrinois       | 23,82            | 1 093 (2014)                      | 46                 |
| Barbezières         | 16027      | Berbicariens    | 9,29             | 126 (2014)                        | 14                 |
| Bessé               | 16042      | Bessécois       | 7,67             | 138 (2014)                        | 18                 |
| Charmé              | 16083      | Charmésiens     | 11,42            | 357 (2014)                        | 31                 |
| Ébréon              | 16122      | Ébréonais       | 10,05            | 159 (2014)                        | 16                 |
| Fouqueure           | 16144      | Fouqueurois     | 16,43            | 382 (2014)                        | 23                 |
| Les Gours           | 16155      | Gorziens        | 11,42            | 120 (2014)                        | 11                 |
| Ligné               | 16185      | Lignéens        | 7,97             | 162 (2014)                        | 20                 |
| Lupsault            | 16194      | Supisultins     | 11,47            | 96 (2014)                         | 8,4                |
| Oradour             | 16248      |                 | 14,40            | 183 (2014)                        | 13                 |
| Ranville-Breuillaud | 16275      | Ranvillois      | 12,84            | 190 (2014)                        | 15                 |
| Saint-Fraigne       | 16317      | Saint-Fraignois | 32,10            | 454 (2014)                        | 14                 |
| Tusson              | 16390      | Tussonnais      | 13,97            | 222 (2014)                        | 16                 |
| Verdille            | 16397      | Verdillois      | 14,48            | 325 (2014)                        | 22                 |
| Villejésus          | 16411      | Villesalénois   | 17,23            | 529 (2014)                        | 31                 |

## Compétences
Nombre total de compétences exercées en 2016 : 15.